# 超力戦隊オーレンジャー オーレVSカクレンジャー
- スーパー戦隊シリーズ
  - 超力戦隊オーレンジャー > 超力戦隊オーレンジャー オーレVSカクレンジャー
  - 忍者戦隊カクレンジャー > 超力戦隊オーレンジャー オーレVSカクレンジャー

『超力戦隊オーレンジャー オーレVSカクレンジャー』は、1996年3月8日に発売された、東映・東映ビデオ制作のオリジナルビデオ作品。45分。

## 概要
スーパー戦隊シリーズ『超力戦隊オーレンジャー』のオリジナルビデオ作品であると共に、同シリーズ初となるVシネマ作品でもある。本作品以降も同様のコンセプトのVシネマ作品が連年制作され、後にはそれに伴って成立した「スーパー戦隊Vシネマ」シリーズの第1作としても位置付けられるようになった。東映作品でテレビシリーズからのスピンオフとして完全新作のオリジナルビデオが制作されるのは本作品が初であり、また二大戦隊が同時に登場する作品としては『ジャッカー電撃隊VSゴレンジャー』以来である。
本作品はタイトルにもあるように、前作『忍者戦隊カクレンジャー』とのクロスオーバー作品として制作された。当初『オーレンジャー』単体のVシネマの予定だったが、プロデューサーの吉川進がカクレンジャーとの共演を提案し、企画が成立。『カクレンジャー』のメンバーはニンジャレッドとニンジャホワイトのみ登場する予定だったが、企画が始まってから他のキャストも出演を申し出た。前述の通りシリーズの第1作であるため、『カクレンジャー』が唯一スーパー戦隊Vシネマに登場した作品となる。また以降の作品と異なり、「オーレVSカクレンジャー」はテレビシリーズのサブタイトルのように挿入されている。
作品内容としては、バラノイアによって作り出された妖怪に対抗すべく、カクレンジャーがオーレンジャーとともに戦う様が描かれており、オーレンジャー側の女性メンバーの水着姿や、三浦参謀長、サスケ、鶴姫のウエスタンルックなども見られる。本作品ではカクレンジャー側のロボやメカニックは登場せず、巨大戦はオーレンジャー側のロボのみ登場となる。また『カクレンジャー』最終回（第53話）で失われたドロンチェンジャーをメンバーが所持している、オーレンジャー側のロボが全て出揃っているのに対し、それ以前に物語より退場したバッカスフンドが健在であるなど、両作品のテレビシリーズでの展開とは一部矛盾する描写もあり、資料によっては番外編とも位置づけられている。

## あらすじ
ブルドントはバッカスフンドを超えることを宣言し、バッカスフンドもそれを受けて立つことにした。
勝負の内容は「どちらが先にオーレンジャーを倒すか」というものであり、バッカスフンドは自身の歯車を用いて、バラハグルマを作り出し、ブルドントはオカルト科学で妖怪オンブオバケを作り出し、オーレンジャーに差し向ける。
マシン獣に加え、妖怪という未知の相手に苦戦するオーレンジャーは、オーレンジャーロボとオーブロッカーを奪われてしまう。この事態を打破すべく、三浦は妖怪退治の専門家であるカクレンジャーを招集した。

## オリジナルキャラクター
- デザインはすべて阿部統が担当した[9][10]。

バラハグルマ
バッカスフンドが自分の身体に組み込まれている歯車から作ったマシン獣。
自らの体に埋め込まれているスーパー歯車によって様々な機械を操り、スーパー歯車をバーロ兵に埋め込むことにより、その性能を強化。スーパー歯車以外では、耐久性に優れ、角からはビームを発射する。
オーレンジャーとオンブオバケの交戦中、オーレンジャーロボにスーパー歯車を取り付けることで暴走させた上、乗っ取ることに成功。オンブオバケが強奪したオーブロッカーと交戦し、オーブロッカーを奪い返したオーレンジャー男性陣を窮地に追い込むが、女性陣にオーレンジャーロボを奪還されてしまう。
超力ダイナマイトアタック、ビッグバンバスター、ジャイアントローラー、オーレバズーカの連続攻撃で敗北。巨大化後は、ブロッカーロボに押されたことから、オンブハグルマに合体。
オンブオバケ
オカルト科学に凝っていたブルドントが製作したおばりよんのマシン妖怪。
姿を消して、人魂の姿で空中を飛行する能力。相手の背中に飛び乗って人を押し潰す上、その者に触れた者に電流を流す能力。両手から発射するビームや敵の攻撃を吸収する能力。ピーコック男という人間態やU.A.隊員にも化けた変身能力。これらのトリッキーな能力に加え、若い美女の精気が大好きで、口のファスナーを開けて、長い舌で顔を舐めて吸い取る。妖怪エネルギーが無くても巨大化可能。
オーレンジャーとの初戦では、オーレンジャーロボ、レッドパンチャー、キングピラミッダーの攻撃を吸収して撤退に追い込む。オーブロッカーを強奪するが、カクレンジャーの作戦で水遊びする樹里と桃に誘き寄せられている間にオーブロッカーを奪い返される。カクレンジャーとの戦いでは、攻撃を吸収できないぐらいのダメージを受けていき、カクレマル・スーパー雷光波に怯んだ後、カクレンジャーボールとキングビクトリーフラッシュを連続で受けて敗北。
ブルドントによる巨大化光線で巨大化した際の戦闘では、ブロッカーロボの攻撃に押されたため、オンブハグルマに合体。
- 髪型は『おんぶおばけ』のオマージュになっている。また『ナイトメアー・ビフォア・クリスマス』のウギー・ブギーも意識している。

オンブハグルマ
巨大バラハグルマと巨大オンブオバケが超マシン妖怪合体した合体妖怪マシン獣。バッカスフンドとブルドントがヒステリアに「親子ケンカしないで協力しなさい」と叱られたことから、合体を果たす。
オンブオバケの能力を使い、オーブロッカーのツインブロッケンクラッシュの攻撃エネルギーを吸収するが、オーレンジャーロボ、レッドパンチャー、オーブロッカーの3体によるタックルボーイ（車輪形態）のパスワークに翻弄されて転倒した隙を突かれ、ダイナマイトタックルを受けて倒された。

## スタッフ
- 製作：渡邊亮徳
- プロデューサー：吉川進・鈴木武幸・髙寺成紀（東映）、加藤和夫（東映ビデオ）
- 原作：八手三郎
- 連載：テレビマガジン、てれびくん、テレビランド
- 監督：東條昭平
- 脚本：曽田博久
- 音楽：横山菁児、川村栄二
- 撮影：いのくままさお
- 助監督：竹本昇
- アクション監督：山岡淳二（ジャパン・アクション・クラブ）
- 特撮監督：佛田洋
- 制作：東映、東映ビデオ

## キャスト
- 星野吾郎 / オーレッド：宍戸勝
- 四日市昌平 / オーグリーン：正岡邦夫
- 三田裕司 / オーブルー：合田雅吏
- 二条樹里 / オーイエロー：麻生あゆみ
- 丸尾桃 / オーピンク：珠緒
- サスケ / ニンジャレッド：小川輝晃
- 鶴姫 / ニンジャホワイト：広瀬仁美
- サイゾウ / ニンジャブルー：土田大
- セイカイ / ニンジャイエロー：河合秀
- ジライヤ / ニンジャブラック：ケイン・コスギ
- 三浦参謀長：宮内洋
- 瞳：高野蘭
- 哲也：伊藤悠昭
- 友也：厚木拓郎
- オンブオバケ[注釈 3]：中川素州、横山一敏

### 声の出演
- リキ / キングレンジャー：山口将司
- ガンマジン：神谷明
- 皇帝バッカスフンド：大平透
- 皇妃ヒステリア：松島みのり
- 皇子ブルドント：関智一
- アチャ：肝付兼太
- コチャ：安達忍
- バラハグルマ：仁内建之
- オンブオバケ：安西正弘

### スーツアクター
- 横山一敏
- 武智健二
- 竹内康博
- 中川清人
- 村上利恵
- 大藤直樹
- 中川素州
- 藤田健次郎
- 橋本恵子
- 田邊智恵
- 福沢博文
- 吉尾亜希子
- ニンジャレッド - 岡元次郎（ノンクレジット）[15]

## 音楽
主題歌
オープニングテーマ「オーレ! オーレンジャー」
作詞：八手三郎 / 作曲：小杉保夫 / 編曲：米光亮 / 歌：速水けんたろう
エンディングテーマ「緊急発進!! オーレンジャー」
作詞：八手三郎 / 作曲：小杉保夫 / 編曲：まきのさぶろう / 歌：速水けんたろう
挿入歌
いずれもノンクレジット。
「ニンジャ! 摩天楼キッズ」
インストゥルメンタル版が使用された。
「シークレット カクレンジャー」
インストゥルメンタル版が使用された。
「虹色クリスタルスカイ」
作詞・作曲：KYOKO / 編曲：京田誠一（コーラス編曲：永井誠） / 歌：速水けんたろう
「アクション! オーレンジャー」
作詞：八手三郎 / 作曲：小杉保夫 / 編曲：京田誠一 / 歌：速水けんたろう

## メディア
- 1996年3月8日、ビデオレンタル開始[16]。同年7月、セルビデオ発売[16]。
- 1996年3月21日、レーザーディスク発売[16]。
- 2001年1月21日、DVD発売[17]。
- 2016年3月23日、ブルーレイディスク発売（スーパー戦隊 V CINEMA&THE MOVIE Blu-ray BOX 1996‐2005に収録）。
- 2019年2月6日、ブルーレイディスク分割発売開始（スーパー戦隊 V CINEMA&THE MOVIE Blu-ray 1996‐1998に収録）。